# HTC HD2
Das HTC HD2 (interner Codename Leo) ist ein Smartphone mit Windows-Mobile-6.5-Betriebssystem. Unterstützend kann man die meisten Funktionen über die hauseigene Benutzeroberfläche HTC Sense nutzen, welche sozusagen über dem eigentlichen Betriebssystem Windows Mobile als „Skin“ liegt. HTC Sense wurde entwickelt, da das inzwischen veraltete Windows Mobile, für die Nutzung mit stiftgesteuerten PDAs konzipiert wurde und somit für eine Fingersteuerung an kapazitiven Touchscreens nicht optimal war. Die Windows-Mobile-Benutzeroberfläche wird lediglich für eher selten genutzte Einstellungen des Handys genutzt, beispielsweise beim Suchen nach Daten oder zum Herunterladen von Apps aus dem hauseigenen Microsoft Marketplace. Das HD2 ist das erste Windows Mobile Phone, das einen kapazitiven Touchscreen besitzt und Multi-Touch unterstützt.
Neben dem mitgelieferten Windows Mobile können das Google-Betriebssystem Android sowie das neue Windows Phone 7 als sogenanntes Custom-Rom auf das Gerät installiert werden. Die Entwickler von XDA-Developers beschäftigen sich seit kurz nach dem Erscheinen des HD2 mit der sehr offenen Plattform des Geräts. Hierbei sollte man jedoch darauf achten, dass nach einer Custom-Rom-Installation die Garantie des Herstellers nicht mehr besteht. Diese kann jedoch mit einem offiziellen Rom wiederhergestellt werden.
Android ist in verschiedenen Versionen (von 2.0 bis 4.4) vorhanden, die entweder von der SD-Karte parallel zu Windows Mobile gestartet werden, oder als sogenannte NAND-Version Windows Mobile komplett ersetzen.
Mit der aktuellen Version von Windows Phone 7 ist es sogar möglich, die Live-Dienste und den Marketplace vollständig zu nutzen.
Seit dem 21. Oktober 2010 ist das Nachfolgermodell HTC HD7 im Handel erhältlich, welches mit dem neuen Windows-Phone-7-Betriebssystem ausgeliefert wird. Dieses geschlossene Betriebssystem wird von der Fachpresse jedoch aufgrund seiner starken Einschränkungen im Vergleich zum Windows Mobile des HD2 unterschiedlich bewertet.